# Alice Sebold
Pour les articles homonymes, voir Sebold.
Œuvres principales
- La Nostalgie de l'ange

Alice Sebold, née le 6 septembre 1963 à Madison, Wisconsin, est une romancière américaine. 

## Biographie
Toute jeune, elle souhaitait être romancière. Après son lycée, elle a étudié à l'université de Syracuse à partir de 1980. Elle a publié trois œuvres traduites en français : Noir de Lune (The Almost Moon) , Lucky et La Nostalgie de l'ange (The Lovely Bones). Ses romans sont principalement basés sur son expérience personnelle.
Alors qu'elle avait 18 ans et qu'elle était nouvelle à Syracuse, elle prétend avoir été agressée et violée dans un parc proche de l'université. Elle fut hospitalisée. Une fois de retour à Syracuse, après quelques mois, pour reprendre ses études, elle a menti en accusant un homme comme son agresseur et a fait en sorte qu'il soit arrêté. Cet homme a finalement été innocenté en novembre 2021 lorsqu'elle est revenue sur ses accusations . L'Etat de New York accepte en 2023 de payer 5,5 millions de dollars à Anthony Broadwater pour le préjudice. 
Après avoir obtenu son diplôme à Syracuse, elle se rend au Texas pour sa licence (master). Ensuite, elle s'installe à Manhattan pour 10 ans. Elle occupe divers postes comme serveuse et continue d'envisager sa carrière d'écrivain. Elle voulait raconter son histoire par la poésie, mais n'y parvient pas. Elle essaie la drogue pour gérer la mémoire de son viol. Elle reparle volontiers de cette période avec un regard critique: "I did a lot of things that I am not particularly proud of and that I can’t believe that I did" (J'ai fait pas mal de choses dont je ne suis pas particulièrement fière et que je ne peux pas croire que j'ai faites). 
Elle quitte Manhattan et se rend en Californie du Sud, où elle devient gérante d'une colonie d'artistes avec un salaire de 386 $ par mois, vivant dans une cabane dans les bois, sans électricité. Elle écrivait à la lueur d'une lampe à gaz. 
Plus tard, elle étudie à l'université de Californie (Irvine) en 1995. C'est là qu'elle commence Lucky, des mémoires dans lesquels elle raconte son viol à Syracuse. Le nom du livre vient d'une réflexion du policier qui lui dit qu'elle avait eu de la chance de ne pas avoir été tuée, puisqu'une fille avait précédemment été violée et tuée au même endroit. Elle commence en visant un récit de 10 pages (qui en fera en fait 40) pour son groupe d'études. 
Après la publication de Lucky en 1999, elle écrit le roman La Nostalgie de l'ange (The Lovely Bones) en 2002. Le Auckland Writers and Readers Festival présente ce roman comme méritant d'être un best seller, pour sa qualité artistique et l'émotion qu'il dégage. Le roman raconte l'histoire d'une fille de 14 ans qui est violée et tuée. L'histoire est présentée avec le point de vue de celle qui est ainsi violée et assassinée, depuis le séjour des défunts, au ciel, d'où elle regarde le monde, et en particulier les difficultés provoquées dans sa famille pour assumer ce deuil... entre autres pour que sa sœur parvienne à vivre sans être l'ombre de la défunte. 
C'est pendant l'écriture de ce roman qu'elle rencontre son mari Glen David Gold à l'UCI en 1995. Ils se marièrent en novembre 2001.
C'est par conviction qu'elle écrit sur la violence. Selon son interview auprès du Publisher Weekly, elle est persuadée que la violence est présente dans la vie de chacun ; bien que cette expérience soit horrible, il ne faut pas croire que cela ne touche qu'un petit nombre.
Le réalisateur Peter Jackson a réalisé une adaptation cinématographique de La Nostalgie de l'ange : Lovely Bones, sorti le 10 février 2010.

## Livres
- Lucky, NiL éditions, 2004 ((en) Lucky, 1992), mémoires  (ISBN 2-744-18722-4)Réédition chez J'ai lu (ISBN 978-2290349274)
- La Nostalgie de l'ange, NiL éditions, 2003 ((en) The Lovely Bones, 2002), roman  (ISBN 2-744-16461-5)Réédition chez J'ai lu (ISBN 2-290-34068-5) - Traduit dans trente pays et vendu à plus de trois millions d'exemplaires
- Noir de Lune, NiL éditions, 2008 ((en) The Almost Moon, 2007), roman  (ISBN 978-2-84111-373-6)Réédition chez J'ai lu (ISBN 978-2290018484)

## Divers
- (en) The Secret Garden (Modern Library Classics) de Frances Hodgson Burnett, Alice Sebold (Introduction) (Modern Library November 11, 2003)  (ISBN 0-8129-6998-7)

## Récompenses
- The Lovely Bones a été primé :
  - du American Booksellers Association Book of the Year Award parmi les Adult Fiction de 2003
  - du Prix Bram-Stoker comme Premier roman 2002 de la Horror Writers Association (il a aussi été nommé pour la catégorie Roman de la même année).